# Tau Boötis b
tau Boötis b (4 Boötis b) – planeta w układzie podwójnym tau Boötis w gwiazdozbiorze Wolarza, oddalonym o 50 lat świetlnych od Ziemi, obiegająca składnik A układu – gwiazdę ciągu głównego 1,3 raza masywniejszą od Słońca.
Planeta jest przykładem ekstremalnego gorącego jowisza. Jest ona co najmniej 3,9 raza masywniejsza od Jowisza, lecz obiega swoją gwiazdę po niezwykle ciasnej orbicie o promieniu 0,046 j.a., w ciągu ok. 3 ziemskich dni.
Prawdopodobnie większość spośród gorących jowiszów o tak ciasnych orbitach doświadcza, na skutek działania sił pływowych, synchronizacji okresu orbitalnego z obrotem wokół osi, czyli zachowuje się podobnie do ziemskiego Księżyca – zwraca się do swej gwiazdy zawsze tą samą półkulą, co najprawdopodobniej determinuje całą cyrkulację atmosferyczną planety.
W przypadku układu tau Boötis A niezwykłe jest to, że także obrót części gwiazdy (materii w średnich szerokościach astrograficznych) jest zsynchronizowany z obrotem planety na skutek oddziaływania pływowego planety. Obserwacji tej dokonano w 2005 roku za pomocą teleskopu MOST i jak dotąd jest to jedyne znane zjawisko tego typu.
W 2012 dzięki użyciu instrumentu CRIRES (CRyogenic InfraRed Echelle Spectrograph) należącego do obserwatorium Very Large Telescope udało się po raz pierwszy zarejestrować światło gwiazdy odbite w atmosferze tej planety. Pozwoliło to na dokładniejsze określenie jej masy (poprzez zmierzenie kąta orbity planety) oraz na częściowe określenie składu jej atmosfery; wykryto w niej parę wodną.